# Рыцарь мечты
«Рыцарь мечты» — советский художественный фильм 1968 года, снятый режиссёром Вадимом Дербенёвым на киностудиях «Молдова-фильм» и «Ленфильм».
Премьера фильма состоялась 24 марта 1969 года.

## Сюжет
Шестнадцатилетний мечтатель живёт в бедной семье с пьяным отцом. Его единственным утешением являются фантазии о приключениях на море, где он воображал себя капитаном бригады. Ночью он сбегает из дома и отправляется в путешествие на пароходе, мечтая о романтических приключениях.

## В ролях
- Евгений Ушаков — мальчик / Аян
- Николай Симонов — отец мальчика / боцман
- Марианна Кушнирова — женщина на пароходе / Диана
- Александр Лазарев — предсказатель / шарманщик
- Фёдор Никитин — отчим Дианы
- Иван Воронов — Редж
- Николай Карпенко — Дженнер
- В эпизодах:

Яков Беленький — матрос
Ю. Богомолов
Владимир Васильев — капитан скорлупки и пират
Игорь Мушкатин — матрос 
Виктор Плотников — портовый бродяга 
А. Шашурин

## Съёмочная группа
- Авторы сценария:

Вадим Дербенёв
Леонид Рутицкий
- Режиссёр-постановщик и главный оператор: Вадим Дербенёв
- Композитор: Эдуард Лазарев
- Художники-постановщики:

Юрий Лактионов
Валерий Левенталь
- Звукооператор: Ю. Юкжаян
- Режиссёр: Генрих Хохлов
- Операторы:

Н. Харин
Ю. Шалимов
- Монтажёр: Г. Денисова
- Художник по костюмам: Н. Доброва
- Художник-гримёр: Галина Васильева
- Комбинированные съёмки:

оператор: И. Гольберг
художник: Е. Владимиров
- Редактор: В. Василане
- Директора картины:

А. Загорский
Я. Фридман
- Государственный симфонический оркестр кинематографии:

дирижёр: Давид Штильман